# آنا زاتوشوسکایا
آنا زاتوشوسکایا (انگلیسی: Anna Zatuşevscaia؛ زادهٔ ۱۲ مارس ۱۹۹۵) بازیکن فوتبال اهل مولداوی است.
وی همچنین در تیم ملی فوتبال Moldova بازی کرده‌است.